# ژو شیا
زو شیا(杼) هفتمین فرمانروای اسطوره‌ای دودمان شیا بود. زو در سال ییجی(己巳) برتخت نشست و در یوآن زیست. در سال پنجم حکومتش، تختگه را از یوآن به لائوکیو تغییر داد. او هفده سال پادشاهی نمود و درگذشت.